# Mountain at My Gates
Mountain at My Gates is een nummer van de Britse indierockband Foals uit 2015. Het is de tweede single van hun vierde studioalbum What Went Down.
De muziek voor "Mountain at My Gates" is spontaan ontstaan toen frontman Yannis Philippakis gitaarriffs improviseerde in de studio, en deze opnam in zijn telefoon. Philippakis miste toen nog een tekst. "Ik had de beginriff al een hele tijd geleden op mijn telefoon opgenomen. De beginzin - 'I see a mountain at my gates' - kreeg ik omdat ik steeds meer geïnteresseerd raakte in wat er met de tekst van een nummer zou gebeuren als je niet een vooraf gevormd idee had. Normaal gesproken schrijf ik namelijk heel veel in dagboeken en gebruik veel daarvan dan voor een album. Dit nummer daarentegen kwam spontaan tot me", aldus Philippakis tegen het Britse muziektijdschrift NME. Het nummer had met een 87e positie niet veel succes in de Britse hitlijsten. In Nederland werd de Top 40 of Tipparade ook niet gehaald, wel werd de plaat 3FM Megahit en bereikte het de 45e positie in de Mega Top 50 van dat station. Ook in Vlaanderen deed het nummer niet veel in de hitparades, daar bereikte het de 35e positie in de Tipparade.
Het nummer werd ook gebruikt in het voetbalspel FIFA 16.

## Tracklijst
Muziekdownload
1. "Mountain at My Gates" - 4:02